# Hatzalah
Hatzalah o Hatzolah (en hebreu: הצלה) és una organització voluntària de Servei Mèdic d'Emergència (EMS) que atén les necessitats d'algunes de les comunitats jueves del món. Tot i que les seves seccions locals funcionen d'una manera independent, la major part d'elles comparteixen el mateix nom. Aquesta organització també és coneguda com a Chevra Hatzalah, dues paraules que es poden traduir com a "Companyia de Rescat" o "Grup de Rescatadors".

## Hatzalah en el Món
L'organització Hatzalah actualment funciona en els següents països: Argentina, Austràlia, Àustria, Bèlgica, Brasil, Canadà, Israel, Mèxic, Panamà, Rússia, Sud-àfrica, Suïssa, Regne Unit, Ucraïna, i en 8 Estats dels Estats Units: Califòrnia, Connecticut, Florida, Illinois, Maryland, Nova Jersey, Nova York i Pennsilvània.

### Hatzalah a Israel
En l'estat d'Israel hi ha dues organitzacions Hatzalah que operen a nivell nacional. Una d'elles és United Hatzalah (en hebreu: איחוד הצלה, Ichud Hatzalah), i l'altra es diu Tzevet Hatzalah (en hebreu: צוות הצלה).
Encara que United Hatzalah és una organització més gran que Tzevet Hatzalah, convé assenyalar que els voluntaris de United Hatzalah, ofereixen al pacient els primers auxilis que aquest necessita en el mateix lloc dels fets. Per altra banda, els voluntaris de Tzevet Hatzalah estan capacitats per a oferir un servei de transport mèdic d'emergència; per això fan servir les ambulàncies de l'organització Magen David Adom, (l'Estel de David Vermell).

### Hatzalah a Nova York
La primera organització d'emergències mèdiques Hatzalah va ser fundada al barri de Williamsburg, en el borough de Brooklyn, a la ciutat de Nova York, pel rabí Hershel Weber a finals dels anys seixanta del segle xx per oferir un servei d'emergències mèdiques als membres de la seva comunitat, que estava formada principalment per jueus ortodoxos parlants del jiddisch. La idea es va estendre a altres barris jueus ortodoxos a l'àrea de la ciutat de Nova York, i finalment a altres regions, països i continents. Es creu que Hatzalah és el servei voluntari d'ambulàncies més gran dels Estats Units. L'organització Chevra Hatzalah de Nova York té aproximadament 1.000 voluntaris i paramèdics que atenen més de 70.000 trucades a l'any. Els voluntaris sovint usen els seus propis vehicles. També disposen d'un parc mòbil amb més de 90 ambulàncies.

### Hatzalah a Mèxic
Chevra Hatzalah Mèxic va ser fundada en el 1997 pel Sr. Chaim Silver. La sucursal és dirigida per la comunitat Siriana-Sefardita sota la supervisió del Sr. Abraham Levy, que és el director. Compta amb 70 voluntaris a temps complet, set ambulàncies i sis locals (cinc bases i una caserna general). També disposa d'un helicòpter de transport aeri.
Tots els paramèdics són voluntaris d'emergències i estan preparats per intervenir immediatament, quan sigui necessari (alguns d'ells posseeixen certificats mèdics i són experts en primers auxilis) i per respondre a situacions d'emergència (alguns d'ells han treballat en hospitals mexicans i en centres de salut). Els voluntaris tenen experiència entraumatologia i en medicina interna i han estat entrenats en la conducció d'ambulàncies per la Creu Roja mexicana.
La secció mexicana de Hatzalah serveix a les zones del país on resideix la major part de la població jueva, entre les que cal assenyalar Tecamachalco, Polanco, Bosques, Interlomas i la ciutat turística vacacional de Cuernavaca. Hatzalah a Mèxic disposa també de bases operatives a temps complet en tres àrees de població, i la seva caserna general es troba a Tecamachalco, una zona residencial de l'Estat de Mèxic.